# Вагнер Євген Антонович
Євген Антонович Вагнер (1918—1998) — радянський і російський хірург, ректор Пермської державної медичної академії, співзасновник Кіровської державної медичної академії, доктор медичних наук, професор, академік Академії медичних наук СРСР, заслужений лікар РРФСР, заслужений діяч науки РРФСР. Лауреат Державної премії Російської Федерації.
Займався науковою роботою в області торакальної хірургії, один з основоположників вчення про травму грудей. Під його керівництвом було підготовлено велику кількість наукових робіт, захистили дисертації відомі хірурги, зокрема академік Г. А. Ілізаров.

## Біографія
Євген Антонович Вагнер народився 22 вересня 1918 року в м. Понятівка Херсонської губернії. У 1940 році закінчив лікувальний факультет Одеського державного медичного інституту і навчався там же в аспірантурі.
У 1941 році з початком Великої Вітчизняної війни приступив до служби в якості голови хірургічного відділення евакуаційного госпіталю. У вересні 1941 року з радянських громадян «неблагонадійних» національностей була утворена так звана трудова армія. Всіх етнічних німців вивели зі складу діючої армії, і Євген Антонович опинився в селищі Чорне Половодовської сільради Солікамського району. У період з 1941 по 1946 рік був різноробочим в Чорному.
З 1946 року — хірург, завідувач хірургічного відділення Березняківської міської лікарні, з 1955 року — головний лікар Молотовської обласної клінічної лікарні.
У 1956 році захистив кандидатську дисертацію, в 1966 року — докторську дисертацію .
З 1961 року — доцент кафедри госпітальної хірургії, з 1965 року — завідувач кафедри факультетської хірургії та одночасно проректор з наукової роботи ПДМУ.
З 1967 року — професор, з 1970 року — ректор ПДМУ, завідувач кафедри госпітальної хірургії.
У 1965 році Євгену Вагнеру надано звання заслуженого лікаря РРФСР, в 1973 році — заслуженого діяча науки РРФСР. У 1980 році обраний членом-кореспондентом, у 1986 році — дійсним членом АМН СРСР.
Член правління, потім заступник голови Всеросійського товариства хірургів, член міжнародної асоціації хірургів, вченої ради і ради ректорів Міністерства охорони здоров'я РФ, редакційних рад медичних журналів.
Помер 14 вересня 1998 року.

## Нагороди
Нагороджений орденами Жовтневої Революції, Вітчизняної війни II ступеня, Дружби народів, «Знак Пошани», двома орденами Трудового Червоного Прапора, медалями.
У 1997 році відзначений Державної премії в галузі науки і техніки за розробку і впровадження сучасних концепцій лікування важкої поєднаної травми грудей і її ускладнень.
Почесний громадянин міст Березники, Перм і Пермської області.